# Philadelphia 76ers 1985-1986
La stagione 1985-86 dei Philadelphia 76ers fu la 37ª nella NBA per la franchigia.
I Philadelphia 76ers arrivarono secondi nella Atlantic Division della Eastern Conference con un record di 54-28. Nei play-off vinsero il primo turno con i Washington Bullets (3-2), perdendo poi la semifinale di conference con i Milwaukee Bucks (4-3).

## Roster
| N° | Naz.                   | Ruolo | Sportivo        | Anno | Alt. | Peso |
| -- | ---------------------- | ----- | --------------- | ---- | ---- | ---- |
| 2  | Stati Uniti (bandiera) | C     | Moses Malone    | 1955 | 208  | 98   |
| 3  | Stati Uniti (bandiera) | G     | Sedale Threatt  | 1961 | 188  | 79   |
| 6  | Stati Uniti (bandiera) | GA    | Julius Erving   | 1950 | 198  | 91   |
| 8  | Stati Uniti (bandiera) | GA    | Michael Young   | 1961 | 201  | 100  |
| 9  | Stati Uniti (bandiera) | G     | Perry Moss      | 1958 | 188  | 84   |
| 10 | Stati Uniti (bandiera) | G     | Maurice Cheeks  | 1956 | 185  | 82   |
| 11 | Stati Uniti (bandiera) | AC    | Bob McAdoo      | 1951 | 206  | 95   |
| 11 | Stati Uniti (bandiera) | A     | Voise Winters   | 1962 | 203  | 91   |
| 12 | Stati Uniti (bandiera) | G     | Butch Carter    | 1958 | 196  | 82   |
| 20 | Stati Uniti (bandiera) | G     | Leon Wood       | 1962 | 191  | 84   |
| 21 | Stati Uniti (bandiera) | A     | Kenny Green     | 1964 | 198  | 95   |
| 22 | Stati Uniti (bandiera) | G     | Andrew Toney    | 1957 | 191  | 81   |
| 23 | Stati Uniti (bandiera) | A     | Terry Catledge  | 1963 | 203  | 100  |
| 24 | Stati Uniti (bandiera) | A     | Bobby Jones     | 1951 | 206  | 95   |
| 34 | Stati Uniti (bandiera) | A     | Charles Barkley | 1963 | 198  | 114  |
| 41 | Stati Uniti (bandiera) | AC    | Greg Stokes     | 1963 | 208  | 100  |
| 44 | Stati Uniti (bandiera) | GA    | Paul Thompson   | 1961 | 198  | 95   |
| 45 | Stati Uniti (bandiera) | AC    | Clemon Johnson  | 1956 | 208  | 109  |

## Staff tecnico
- Allenatore: Matt Guokas
- Vice-allenatori: John Gabriel, Jim Lynam, Jack McMahon
- Preparatore atletico: Al Domenico